# Кабінет міністрів Греції
Кабінет міністрів Греції (грец. Yπουργικό της Ελλάδας), або уряд Греції (грец. Κυβέρνηση της Ελλάδας) — вищий орган виконавчої влади Греції. Кабінет міністрів складається з очільників окремих міністерств, які призначаються Президентом Грецької Республіки за поданням Прем'єр-міністра Грецької Республіки. Очолює Кабінет міністрів Греції прем'єр-міністр. Може скликатись також надзвичайна консультативна рада із колишніх прем'єр-міністрів та лідерів політичних партій, представлених у Парламенті Греції.

## Процедура формування
Кабінет міністрів Греції, згідно із грецькою Конституцію 1975 року, формує лідер партії, що здобула перемогу на парламентських виборах. Якщо жодна з партій не має переконливої більшості (151 місце) у Грецькому парламенті, лідер партії-переможниці має сформувати новий уряд у триденний термін, об'єднавшись із іншими політичними партія, що подолали на виборах 3-відсотковий бар'єр. У тому випадку, коли йому це не вдасться, наступні три дні надаються на формування уряду лідеру партії, що посіла на виборах друге місце. Якщо і його перемовини ні до чого не призведуть, у наступні три дні намагатися сформувати уряд буде лідер партії, що посіла на виборах третю сходинку. Якщо зрештою новий уряд не буде сформовано, Президент Греції призначає повторні парламентські вибори і прем'єр-міністра, а той у свою чергу формує тимчасовий уряд.

## Голова уряду
- Прем'єр-міністр — Алексіос Ципрас (англ. Alexios Tsipras).
- Державний міністр і спікер уряду — Дімітріос Тзанакопулос (англ. Dimitrios Tzanakopoulos).

## Кабінет міністрів
Склад чинного уряду подано станом на 25 листопада 2016 року.
| Логотип | Міністерство                                                  | Міністр                                            | Фото | Час на посаді   | Час на посаді | Партія | Партія | Вебсайт |
| ------- | ------------------------------------------------------------- | -------------------------------------------------- | ---- | --------------- | ------------- | ------ | ------ | ------- |
|         | Міністерство адміністративної реформи                         | Ольга Геровасілі (Olga Gerovasili)                 |      |                 |               |        |        |         |
|         | Міністерство внутрішніх справ                                 | Панагіотіс Скурлетіс (Panagiotis Skourletis)       |      | 23 вересня 2015 | —             |        |        |         |
|         | Міністерство екології та енергетики                           | Георгіос Статакіс (Georgios Stathakis)             |      |                 |               |        |        |         |
|         | Міністерство економіки і розвитку                             | Дімітріос Пападімітріу (Dimitrios Papadimitriou)   |      |                 |               |        |        |         |
|         | Міністерство закордонних справ                                | Ніколас Котзіас (Nikolaos Kotzias)                 |      |                 |               |        |        |         |
|         | Міністерство координації урядових програм                     | Христофорос Вернардакіс (Christoforos Vernardakis) |      |                 |               |        |        |         |
|         | Міністерство культури і спорту                                | Лідія Коніорду (Lydia Koniordou)                   |      |                 |               |        |        |         |
|         | Міністерство міграційної політики                             | Іоанніс Музалас (Ioannis Mouzalas)                 |      |                 |               |        |        |         |
|         | Міністерство оборони                                          | Панагіотіс Камменос (Panagiotis Kammenos)          |      |                 |               |        |        |         |
|         | Міністерство освіти, досліджень та у справах релігій          | Константінос Гавроглу (Konstantinos Gavroglou)     |      |                 |               |        |        |         |
|         | Міністерство охорони здоров'я                                 | Андреас Ксантос (Andreas Xanthos)                  |      |                 |               |        |        |         |
|         | Міністерство праці, соціальної безпеки та солідарності        | Ефтихія Ахциоглу (Eftychia Achtsioglou)            |      |                 |               |        |        |         |
|         | Міністерство судноплавства та острівної політики              | Панагіотіс Курумбліс (Panagiotis Kouroumblis)      |      |                 |               |        |        |         |
|         | Міністерство сільського розвитку та продовольства             | Евангелос Апостолу (Evangelos Apostolou)           |      |                 |               |        |        |         |
|         | Міністерство транспорту та інфраструктури                     | Христос Спіртзіс (Christos Spirtzis)               |      |                 |               |        |        |         |
|         | Міністерство туризму                                          | Єлена Кунтура (Elena Kountoura)                    |      |                 |               |        |        |         |
|         | Міністерство фінансів                                         | Евклейдіс Цакалотос (Evkleidis Tsakalotos)         |      |                 |               |        |        |         |
|         | Міністерство цифрової політики, телекомунікацій та інформації | Ніколаос Паппас (Nikolaos Pappas)                  |      |                 |               |        |        |         |
|         | Міністерство щоденних звернень громадян                       | Александрос Фламбураріс (Alexandros Flambouraris)  |      |                 |               |        |        |         |
|         | Міністерство юстиції, прозорості та прав людини               | Ставрос Контоніс (Stavros Kontonis)                |      |                 |               |        |        |         |